# O-Dog
Earlrandall de Randamie, beter bekend als O-Dog alias Sir Randall, is een Nederlandse entertainer en presentator van Surinaams afkomst uit 't Harde.
Hij is bekend als host van "O-Dog en Aries Comedy Lounge", waar zowel stand-upcomedians als artiesten (bijvoorbeeld Ali B, Lange Frans & Baas B, Yes-R, Gio en Brace) hun opstap naar succes maakten. Zijn debuut-cd Positieve energie werd in eigen beheer in februari 2011 uitgebracht. Zijn solosingle Anders dan jij verscheen in 2011, en in 2012 verscheen de single-met-orkest Inspireer de omgeving. Hij staat ook bekend als de broer van de artiesten Blaxtar, Typhoon (rappers) en Dinopha (zangeres).
In 2017 speelde hij een rol in de speelfilm Tuintje in mijn hart. Hiervoor werd zijn single Je bent nooit alleen gebruikt als titelsong. Deze werd gemaakt samen met leden van de cast en zijn 'friends uit de industrie'. Onder anderen acteur Jorgen Raymann zong mee op deze plaat.